# Wólka Husińska
Wólka Husińska (prononciation [ˈvulka xuˈɕiɲska) est un village de la gmina de Krasnobród, du powiat de Zamość, dans la voïvodie de Lublin, situé dans l'est de la Pologne.
Il se situe à environ 2 kilomètres au sud de Krasnobród (siège de la gmina), 24 kilomètres au sud de Zamość (siège du powiat) et 92 kilomètres au sud-est de Lublin (capitale de la voïvodie).
Le village comptait une population de 441 habitants en 2011.

## Administration
De 1975 à 1998, le village était attaché administrativement à l'ancienne voïvodie de Zamość.

Depuis 1999, il fait partie de la nouvelle voïvodie de Lublin.